# Hugh Manson
Hugh Manson est un fabricant de guitares. Il a notamment fabriqué celles de Matthew Bellamy (Muse) et de John Paul Jones (Led Zeppelin). En juin 2010, il a fabriqué 14 guitares pour Matthew Bellamy avec dernièrement la guitare double manche Casinocaster.